# Звездинское сельское поселение (Татарстан)
Звездинское сельское поселение — муниципальное образование в Дрожжановском районе Республики Татарстан в Российской Федерации.
Находится на севере района на левом берегу реки Малая Цильна. Граничит с Село-Убейским, Алёшкин-Саплыкским, Новоишлинским сельскими поселениями района и с Чувашской Республикой.
Административный центр — село Хорновар-Шигали.

## История
Статус и границы сельского поселения установлены Законом Республики Татарстан от 31 января 2005 года № 21-ЗРТ «Об установлении границ территорий и статусе муниципального образования „Дрожжановский муниципальный район“ и муниципальных образований в его составе».

## Население
| 2002 | 2010  | 2011  | 2012  | 2013  | 2014 | 2015 |
| ---- | ----- | ----- | ----- | ----- | ---- | ---- |
| 1270 | ↘1047 | ↘1044 | ↘1027 | ↘1006 | ↘998 | ↘965 |
| 2016 | 2017  | 2018  |       |       |      |      |
| ↘924 | ↘892  | ↘872  |       |       |      |      |

## Состав сельского поселения
| № | Населённый пункт      | Тип населённого пункта       | Население | Население (2010) |
| - | --------------------- | ---------------------------- | --------- | ---------------- |
| 1 | Коршанга-Шигали       | деревня                      | 198       | 148              |
| 2 | Нижнеподлесные Шигали | деревня                      | 236       | 203              |
| 3 | Новые Шигали          | деревня                      | 297       | 239              |
| 4 | Хорновар-Шигали       | село, административный центр | 204       | 161              |
| 5 | Чепкас-Ильметьево     | село                         | 331       | 296              |